# Mount Seebeck
Mount Seebeck är ett berg i Antarktis. Det ligger i Västantarktis. Nya Zeeland gör anspråk på området. Toppen på Mount Seebeck är 1 217 meter över havet.
Terrängen runt Mount Seebeck är huvudsakligen lite kuperad. Trakten är obefolkad. Det finns inga samhällen i närheten.